# كنغراوات
الكنغراوات (الاسم العلمي: Macropodinae)، هي أسرة من الجرابيات تتبع فصيلة الكنغريات ضمن رتبة ثنائيات الأسنان الأمامية. ويضم حوالي عشرة أجناس و51 نوعاً على الأقل.